# Condado de Huelva
Condado de Huelva es una Denominación de Origen Protegida vinícola española que ampara legalmente la crianza y comercialización de los vinos producidos en los municipios andaluces de la comarca del Condado de Huelva, zona vitivinícola ubicada en el sureste de la provincia de Huelva y cuyo nombre histórico es Condado de Niebla. Produce los conocidos como Vinos del Descubrimiento de América.
La zona vitivinícola que actualmente ampara las denominaciones de origen Condado de Huelva y Vinagre del Condado de Huelva abarca a 18 términos municipales: Almonte, Bollullos Par del Condado, Beas, Bonares, Chucena, Gibraleón, Hinojos, La Palma del Condado, Lucena del Puerto, Manzanilla, Moguer, Niebla, Palos de la Frontera, Rociana del Condado, San Juan del Puerto, Trigueros, Villalba del Alcor y Villarrasa. Según el Consejo Regulador, todos estos municipios son aptos para la producción de uva de las variedades autorizadas.
Por otra parte, la zona de crianza y envejecimiento de los vinos amparados por estas DD.OO. comprende tan solo los términos de Bollullos Par del Condado y La Palma del Condado.
La superficie protegida es de, aproximadamente, 6000 ha, con una producción media de uva de 40 millones de kg (400 000 Qm.) equivalente a unos 320 000 hl de mosto. El número de viticultores en la zona de producción –socios cooperativistas e independientes– es, aproximadamente, de 3100.

## El entorno
El viñedo de la zona amparada por estas DD.OO. se extiende sobre terrenos llanos o ligeramente ondulados. En general, son suelos neutros o ligeramente básicos, francos y de fertilidad media, con zonas de insuperable calidad para el cultivo de la vid. La altitud media de los viñedos es de 25 metros, los suelos son arenosos con alto contenido en cal.
En cuanto al clima, el Condado de Huelva goza de unas condiciones ideales para el cultivo de la vid; benigno en invierno y primavera y con veranos largos y cálidos de evidente influencia atlántica, con una temperatura media anual en la comarca de 18 °C, una humedad relativa oscilante entre el 60% y el 80% y un nivel de precipitaciones de 700 mm anuales de media.
El Condado de Huelva abarca una amplia comarca situada al sureste de la provincia de Huelva y que limita: al norte, con la comarca de El Andévalo; al sur, con el océano Atlántico; al este, con las provincias de Cádiz y Sevilla; y al oeste, con la capital onubense. Se extiende por la llanura del bajo Guadalquivir, desde la divisoria de aguas que marca su afluente, el Guadiamar, hasta la ría del Tinto. Tierras que constituyen el entorno del Parque Nacional de Doñana.

## Historia

### Orígenes
Posiblemente fue la primera región de España donde se cultivó la vid, ya que existió un comercio de este producto del valle del Guadalquivir con territorios centrales y orientales del Mediterráneo en la Edad Antigua. El comercio y producción del vino se mantuvo en la Edad Media. La zona estuvo poblada, entre otras civilizaciones, por tartésicos, visigodos y musulmanes. El núcleo de poder más importante de la región durante la reconquista fue el reino de Niebla, que pasó a ser condado con la conquista cristiana. Casi todo el valle del Guadalquivir fue reconquistado por Fernando III y por su hijo, Alfonso X.
Fue a partir de la conquista cristiana cuando aumentó enormemente el cultivo de la vid en la región. Existen un par de ejemplos documentados del cultivo de la vid en la zona en la Baja Edad Media.
En 1268 Alfonso X dio a Ruy Sánchez parte del municipio onubense de Chucena, con «todo el heredamiento de tierras para pan e viñas e olivar».
En 1327 el maestre de la Orden de Calatrava, Juan Núñez de Prado, fue repoblador de Villalba del Alcor. Ocho años más tarde, el maestre dona a Romero Díaz cien aranzadas de montes jarales para que en el plazo de un año lo descuajara, rozara y plantara de viñas. Dado el trabajo excesivo encomendado, se le conceden a Romero nuevos plazos y la autorización para que las tierras pudieran ser cultivadas por colonos.
Durante todo el siglo XIV, los pueblos de la comarca aumentan su importancia tanto social como económica. Tal es el grado de calidad y volumen de la producción de vinos que la ciudad de Sevilla –que entonces se extendía hasta el municipio onubense de Manzanilla– se ve obligada a aprobar nuevas ordenanzas proteccionistas del vino para salvaguardar su mercado. Del mismo modo, en 1463, la ciudad gaditana de Sanlúcar de Barrameda puso medidas proteccionistas para evitar la entrada de estos vinos "arrocinados" del condado. No obstante, los vinos de Villalba, Bollullos, Almonte y La Palma del Condado continuaron vendiéndose en Sanlúcar y Sevilla.
En el siglo XV continúa la época de esplendor. Las zonas de cultivo crecen, se cuidan y mejoran las técnicas de crianza y el vino de Manzanilla desplaza al exportado en rama. Desde los puertos de Huelva, Palos de la Frontera y Moguer salían los vinos más solicitados, de «romania» y los vinos de Manzanilla, hacia Inglaterra, los Países Bajos y otras naciones del norte de Europa.

### Exportaciones a América
La expedición de Cristóbal Colón que descubrió América partió del puerto de Palos de la Frontera en 1492, con lo que la zona tuvo el honor de ser la que proveyó esa expedición de víveres, incluido probablemente el vino, que era producido en las cercanas viñas de Palos, Moguer y San Juan del Puerto. Por esta circunstancia los vinos del condado han recibido el apodo de «Vinos del Descubrimiento».
En 1503 se instala en la cercana ciudad de Sevilla, bañada por el Guadalquivir, la Casa de Contratación de Indias, con el propósito de monopolizar el comercio con los territorios de oceánicos. Sevilla sería el principal puerto de carga y descarga para América de productos propios o cercanos a la urbe. No obstante, la cercanía de la ciudad hispalense a otras zonas prósperas y portuarias provocó que el monopolio a veces fuera esquivado para cargar telas, vinos y otros productos del campo en otros emplazamientos, sobre todo gaditanos y onubenses. Donde Sevilla jamás admitió competencia (hasta que perdió el asiento en 1717) fue en la recepción de productos de especial valor, como la plata, el oro o las perlas.
En 1502 hay constancia de la salida de una partida de vinos –concretamente de Villalba del Alcor– hacia las Indias. Se llevaban 26 arrobas a 36 maravedíes. En esa misma flota viajaba hacia La Española el que sería gobernador, Nicolás de Ovando.
Durante los siglos XVI y XVII el pueblo vinícola más importante de la comarca fue La Palma del Condado y, en consecuencia, sus vinos fueron muy exportados a América.
El traslado de la Casa de Contratación de Indias a la ciudad de Cádiz en 1717 perjudicó las exportaciones del vino onubense, focalizándose más aún el comercio en la costa de la provincia de Cádiz. Los vinos del condado seguirían exportándose desde los puertos gaditanos (Puerto Real, Puerto de Santa María y Sanlúcar), pero en menor proporción.

### SiglosXIXyXX
El final del siglo XVIII se caracteriza por el inicio de la afluencia e instalación de familias vinateras riojanas en la comarca –entre ellas la de Juan Ramón Jiménez– quienes devolvieron de nuevo el esplendor a esta zona durante el siglo XIX.
Un puerto cercano a San Juan de Puerto, a las orillas del río Tinto, fue el principal centro de exportaciones de vino a Francia cuando la filoxera arrasaba las cosechas de ese país. Los 20 millones de litros exportados en 1877 se duplicaron en poco más de una década. Al mismo tiempo, los vinos «arropados» eran enviados masivamente a las bodegas de Sanlúcar, quedando las bodegas del condado desabastecidas. Además de las buenas ventas de vinos, la zona pasó de las 6221 hectáreas de 1877 a las 9000 en pocos años.
No obstante, los franceses replantaron sus viñas y los viticultores onubenses habían ido vendiendo sus bodegas de añejas soleras a los productores del marco de Jerez. Además, la filoxera empezó a hacer estragos en el campo de Huelva. Todas estas causas llevaron al declive del vino del condado. Muchas viñas fueron abandonadas o las parcelas fueron destinadas a otros cultivos y la enorme industria tonelera disminuyó igualmente, quedando como un sector económico residual. La introducción de portainjertos de América llevó a una ligera recuperación para la década de 1920, pero los antiguos mercados ya se habían perdido y buena parte de la industria vinícola del condado era ya abastecedora del marco de Jerez.
No obstante, conscientes de la necesidad de producir y elaborar con criterios de calidad e intentar recuperar el esplendor de antaño, se crea la «Denominación de Origen Huelva» el 10 de mayo de 1962 y, por Orden del Ministerio de Agricultura, se aprueba, en 1963, el Reglamento de la «Denominación de Origen Condado de Huelva», que aúna a todos los sectores comprometidos en la gran empresa de redescubrir al mundo la excelencia de los Vinos del Descubrimiento.

### SigloXXI
Un paso más en el reconocimiento de la calidad y tradición vitivinícola del Condado de Huelva es la recientemente creada «Denominación de Origen Vinagre del Condado de Huelva», aprobada por Orden de la Consejería de Agricultura y Pesca el 31 de julio de 2002. En esta fecha también se ordena el nuevo Reglamento de la D.O. Condado de Huelva y de su Consejo Regulador, que nació hace más de 40 años y que ahora velará por la calidad de ambas denominaciones. En 2005 se firmó el Plan Estratégico del Marco del Condado de Huelva.
Condado de Huelva es una denominación de origen protegida ante la Unión Europea desde el 13 de junio de 1986. También cuenta con registro ante la Organización Mundial de la Propiedad Intelectual desde 22 de junio de 2021.

## Variedades de uva
Las variedades de vid cultivadas en esta comarca y autorizadas para la elaboración de vinos protegidos por las Denominaciones de Origen Condado de Huelva y Vinagre del Condado de Huelva son: zalema, palomino fino, listán de Huelva, garrido fino, moscatel de Alejandría y Pedro Ximénez.
La zalema es la vitis vinífera que predomina en los viñedos de la zona, con un 86% del total plantado.

## Viticultura
Respecto a los sistemas de plantación existentes, predominan las plantaciones en forma de cepas bajas con una densidad máxima de 2500 cepas/ha. Para las plantaciones alambradas en espaldera, el máximo autorizado es de 3000 cepas/ha. En cuanto al sistema de poda en el Condado de Huelva, el realizado tradicionalmente es el denominado «poda en vaso», y si la variedad a podar es la palomino fino o la listán de Huelva, el sistema empleado es el de «vara y pulgar».

## Vinos
- Blanco: Es un vino del año elaborado con una graduación alcohólica de entre el 10 y el 14,5%.[12]
- Blanco joven: Elaborado con zalema recogida en una vendimia anticipada (finales de agosto). Ha sido fermentado en depósitos de acero inoxidable a temperaturas de entre 18 y 20 °C. Su graduación alcohólica oscila entre el 10 y el 12%.[12]
- Blanco tradicional: Sometido a un envejecimiento tradicional de un año.[12]
- Generoso pálido: Elaborado con listán de Huelva, palomino fino y garrido fino. Es criado mediante crianza biológica por el método tradicional de criaderas y soleras en botas y bocoyotes de roble. Es sometido a una crianza mínima de tres años. Su graduación alcohólica oscila entre el 15 y el 17%.[12] Es un vino pálido, de color amarillo, seco, levemente amargo, ligero y fragante al paladar.
- Generoso viejo: Elaborado con zalema, listán de Huelva, palomino fino y garrido fino. Envejece mediante crianza oxidativa en botas de roble durante tres años. Su graduación alcohólica oscila entre el 15 y el 22%.[12] Es un vino con mucho cuerpo, lleno y aterciopelado, aromático, seco o abocado (en cuanto a contenido en azúcares), de color ámbar.
- Generoso de licor: Cirado mediante crianza oxidativa durante un tiempo mínimo de dos años. Alcanza una graduación alcohólica de entre el 15 y el 20%. Pueden ser secos o abocados, dependiendo de su nivel de azúcares. Se exportan a Reino Unido, Holanda y Bélgica. Existen varias gamas que tienen los nombres comerciales de: paledry, medium, cream y pale cream.[12]

## Añadas
Es remarcable el hecho de que el vino del Condado cuenta con un proceso de elaboración tradicional. En esta comarca, como en la mayoría de los vinos tradicionales de Andalucía, el sistema de producción es muy distinto al de otras partes de la península y del mundo. Se trata de un sistema dinámico por «Soleras y Criaderas» que difiere radicalmente del sistema estático por «añadas». Por tanto, no existen vinos con una calidad variable según la cosecha de procedencia (como sucede en la Toscana, Burdeos, Borgoña, Rioja, Ribera del Duero, etc.) ya que el proceso de envejecimiento es más sofisticado, siendo resultado de una síntesis equilibrada entre los vinos de diferentes cualidades y cosechas.
| Añada        | 1990  | 1991  | 1992  | 1993  | 1994    | 1995  | 1996  | 1997  | 1998  | 1999      | 2000      | 2001      | 2002  | 2003  | 2004      |
| ------------ | ----- | ----- | ----- | ----- | ------- | ----- | ----- | ----- | ----- | --------- | --------- | --------- | ----- | ----- | --------- |
| Calificación | Buena | Buena | Buena | Buena | Regular | Buena | Buena | Buena | Buena | Muy Buena | Excelente | Muy Buena | Buena | Buena | Muy Buena |

## Bodegas
Las normas recogidas en el Reglamento de las Denominaciones de Origen Condado de Huelva y Vinagre del Condado de Huelva establecen que solo puede aplicarse esta denominación a los vinos y vinagres procedentes de bodegas inscritas en los registros correspondientes y que hayan sido producidos, elaborados y criados o envejecidos según las propias normas del reglamento y que reúnan las condiciones enológicas y organolépticas que deben caracterizarlos